# Малая Лосевая
Малая Лосевая — река в России, протекает по Ханты-Мансийскому АО. Устье реки находится в 29 км по правому берегу реки Малый Мёгтыгъёган. Длина реки составляет 10 км.

## Данные водного реестра
По данным государственного водного реестра России, относится к Верхнеобскому бассейновому округу, водохозяйственный участок реки — Вах, речной подбассейн реки — бассейн притоков Верхней Оби от Васюгана до Ваха. Речной бассейн реки — Верхняя Обь до впадения Иртыша.